# Lepanthes rotundata
Lepanthes rotundata är en orkidéart som beskrevs av August Heinrich Rudolf Grisebach. Lepanthes rotundata ingår i släktet Lepanthes och familjen orkidéer. Inga underarter finns listade i Catalogue of Life.